# Перемога (Гомельський район)
Перемога (біл. Перамога) — селище в Улуковській сільській раді Гомельського району Гомельської області Республіки Білорусь.

## Географія

### Розташування
За 1 км від залізничної станції Іпуть (на лінії Гомель — Чернігів), 1 км на схід від Гомеля.

## Транспортна мережа
Транспортні зв'язки по автодорозі Гомель — Добруш. Планування складається з двох прямолінійних вулиць близьких до широтної орієнтації. Забудова здебільшого дерев'яна садибного типу.

## Історія
Засноване в 1920-х роках. 1931 року жителі вступили до колгоспу. Значна їх частина працювала у Гомелі. Під час німецько-радянської війни у боях за село та околиці у 1943 році загинув 161 солдат (похований у братській могилі на східній околиці). У складі племзаводу «Березки» (центр — село Березки).

## Населення

### Чисельність
- 2009 — 1247 мешканців.

## Відомі уродженці
- Н. Ф. Семенцов — лауреат Державної премії Білорусі.